# Czarny Blok (przystanek kolejowy)
Czarny Blok – mijanka i przystanek osobowy w gminie Wasilków, w województwie podlaskim, w Polsce. Znajdują się tu 2 perony. Ruch prowadzony jest przez jedną nastawnię – CzB przy pomocy sygnalizacji świetlnej oraz rozjazdów scentralizowanych i elektrycznych.

## Ruch pasażerski[1]
| Rok  | Wymiana pasażerska na dobę |
| ---- | -------------------------- |
| 2017 | 0-9                        |
| 2018 | 0-9                        |
| 2019 | 0-9                        |
| 2020 | 0-9                        |
| 2021 | 0-9                        |
| 2022 | 0-9                        |
| 2023 | 0-9                        |